# 16626 Thumper
16626 Thumper este un asteroid din centura principală de asteroizi.

## Descriere
16626 Thumper este un asteroid din centura principală de asteroizi. A fost descoperit pe 20 aprilie 1993 la Kitt Peak National Observatory în cadrul proiectului Spacewatch. El prezintă o orbită caracterizată de o semiaxă mare de 2,90 ua, o excentricitate de 0,03 și o înclinație de 3,2° în raport cu ecliptica.